# Ignace Louis Duvivier
Le baron Ignace Louis Duvivier, né le 12 mars 1777 à Mons et mort le 5 mars 1853 à Mons, est un général belge.

## Biographie
D'une famille de la bourgeoisie montoise, Ignace Louis Duvivier est le fils de Joseph-Maximilien Duvivier (1728-1796), médecin-pensionnaire de la ville de Mons, et de Marie-Thérèse-Joseph Naveau. Il est le frère du ministre Auguste Duvivier et du général Vincent Duvivier, ainsi que le gendre de Jean-François Gendebien.
Élève au collège de Thuin, il s'enrôla, à l'âge de seize ans, dans le 5e régiment de hussards français. Il fit la campagne de Hollande et assista aux batailles de Bois-le-Duc, de Nimègue et de Bentheim, où il fut blessé. Il passa dans le 3e régiment de dragons en 1795 et partit pour l'Italie. 
En 1800, il passa dans la garde à cheval des consuls. La bravoure déployée par Duvivier dans une foule de circonstances le fit comprendre parmi les premiers chevaliers de la Légion d'honneur en 1804. 
Pendant la campagne d'Allemagne et plus tard, pendant celles de Prusse et de Pologne, Duvivier se distingua fréquemment par sa valeur et son audace. À Iéna, il pénétra, l'un des premiers, dans un carré prussien; à Eylau, il reçut deux blessures dans la charge de cavalerie qui enfonça le centre de l'armée russe. 
En 1807, il fut nommé capitaine adjudant-major dans les chevau-légers polonais de la garde. Envoyé à l'armée d'Espagne, il se distingua à Somo-Sierra, combattit de nouveau à Abensberg, à Essling et surtout à Wagram, où il fut encore blessé, mais où il reçut, en récompense de sa belle conduite, la croix d'officier de la Légion d'honneur, qui lui fut remise sur le champ de bataille. Il fut promu major le 20 février 1811, avec le titre de chevalier de l'Empire et la constitution d'un majorat.
Duvivier fit en 1812 la campagne de Russie, et en 1813, celle de Saxe. Sa brillante conduite à la bataille de Bautzen lui valut le grade de colonel du 2e régiment de cuirassiers et les félicitations publiques du général en chef Lauriston. Le 26 août suivant, on le retrouva parmi les morts sur le champ de bataille de Dresde : il avait été frappé de quatre coups de sabre et de trois coups de lance. Ces blessures ne l'empêchèrent pas de faire, l'année suivante, la campagne de France à la tête du 16e régiment de chasseurs à cheval. Il eut, pendant cette campagne, quatre chevaux tués sous lui et reçut les félicitations de l'empereur par l'intermédiaire du prince de Neuchâtel.
Après la première abdication de Napoléon, Duvivier resta en France et prit le commandement du régiment des chasseurs de la reine ; mais le 30 novembre 1814, il donna sa démission, revint dans sa patrie et fut placé, par le prince souverain des Pays-Bas, à la tête du régiment de hussards no 8, le 15 avril 1815. Ce fut avec ce corps qu'il combattit à Waterloo. La bravoure qu'il déploya dans cette bataille lui fit décerner la décoration de l'ordre militaire de Guillaume. Il obtint, le 24 novembre 1816, le brevet de général-major, le 14 mars 1820, le commandement de la province de Hainaut et de la 6e grande division militaire de cavalerie, et le diplôme de baron, 15 mars 1823.
Lors de l'émancipation de la Belgique en 1830, le gouvernement provisoire éleva le baron Duvivier au grade de lieutenant général le 5 octobre 1830 et lui confia le commandement supérieur des Flandres. Le régent l'appela ensuite au commandement de la 2e division militaire; le roi y joignit le commandement de la division de cavalerie, le titre d'inspecteur général de cavalerie et enfin le commandement de la 3e division territoriale (4 août 1834), position que le général Duvivier conserva jusqu'à sa retraite, qu'il obtint le 12 mars 1842.
À la suite de son décès le 5 mars 1853, il est inhumé au cimetière de Mons.

## Honneurs et distinctions
- Grand officier de l'ordre de Léopold
- Commandeur de la Légion d'honneur

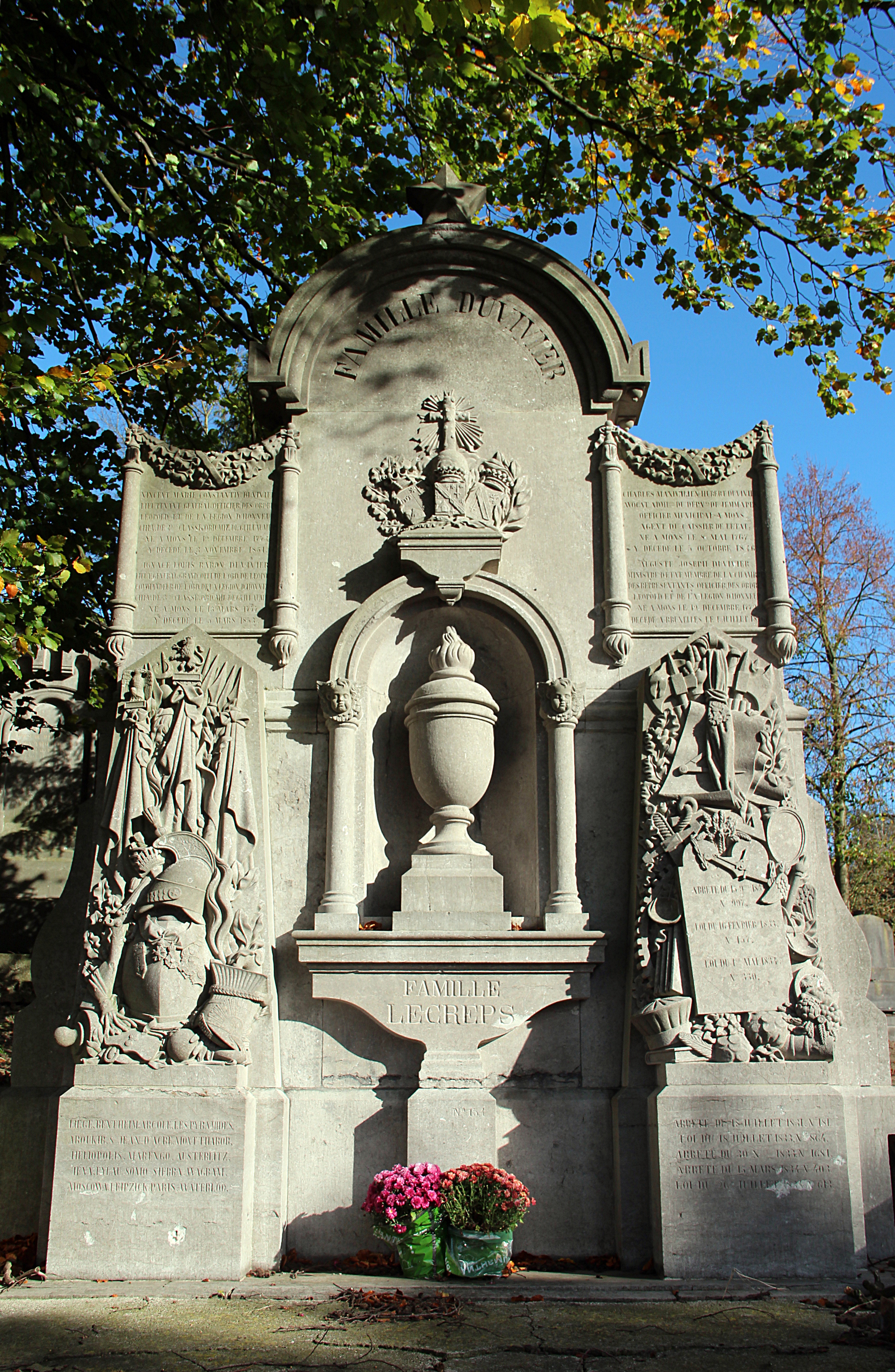
Monument funéraire de la famille du lieutenant général baron Ignace Louis et du lieutenant général Vincent Marie Duvivier à Mons (Belgique).

- Chevalier 3e classe de l'ordre militaire de Guillaume
- Décoration du Lys (1823)
- Chevalier de l'Empire (1810)
- Baron (1823)

## Sources
- "Biographie nationale, Volume 6", Académie royale de Belgique, 1878
- H. Rousselle, "Les illustrations militaires du Hainaut", 1858
- Société des Sciences, des Arts et des Lettres du Hainaut, "Memoires et publications, Volume 5", 1858
- "Biographie générale des Belges morts ou vivants hommes politiques, membres des assemblées délibérantes, ecclésiastiques militaires, savant, artistes et gens de lettres", 1850
- T. A. Bernier, "Dictionnaire biographique du Hainaut", 1871
- "Dictionnaire universel et classique d'histoire et de géographie", 1862
- Charles Poplimont, "La Belgique héraldique: recueil historique, chronologique, généalogique et biographique complet de toutes les maisons nobles reconnues de la Belgique, Volume 4", 1866
- Notices d'autorité :   - VIAF
  - GND
- Ressource relative à la vie publique :   - base Léonore
- Notice dans un dictionnaire ou une encyclopédie généraliste :   - Biographie nationale de Belgique